# Radniční náměstí (Vratimov)
Radniční náměstí se nachází v centru města Vratimov v okrese Ostrava-město v Moravskoslezském kraji.

## Další informace
Radniční náměstí prošlo v roce 2017 rekonstrukcí a kromě sídla městského úřadu, pošty, několika obchodů, kavárny, cukrárny, dětského hřiště s prolézačkami, laviček, několika stromů, parkoviště, meteostanice apod., je zde umístěna velkoplošná fontána se stříkající vodou (vodotrysky z úrovně dlažby náměstí).

## Galerie

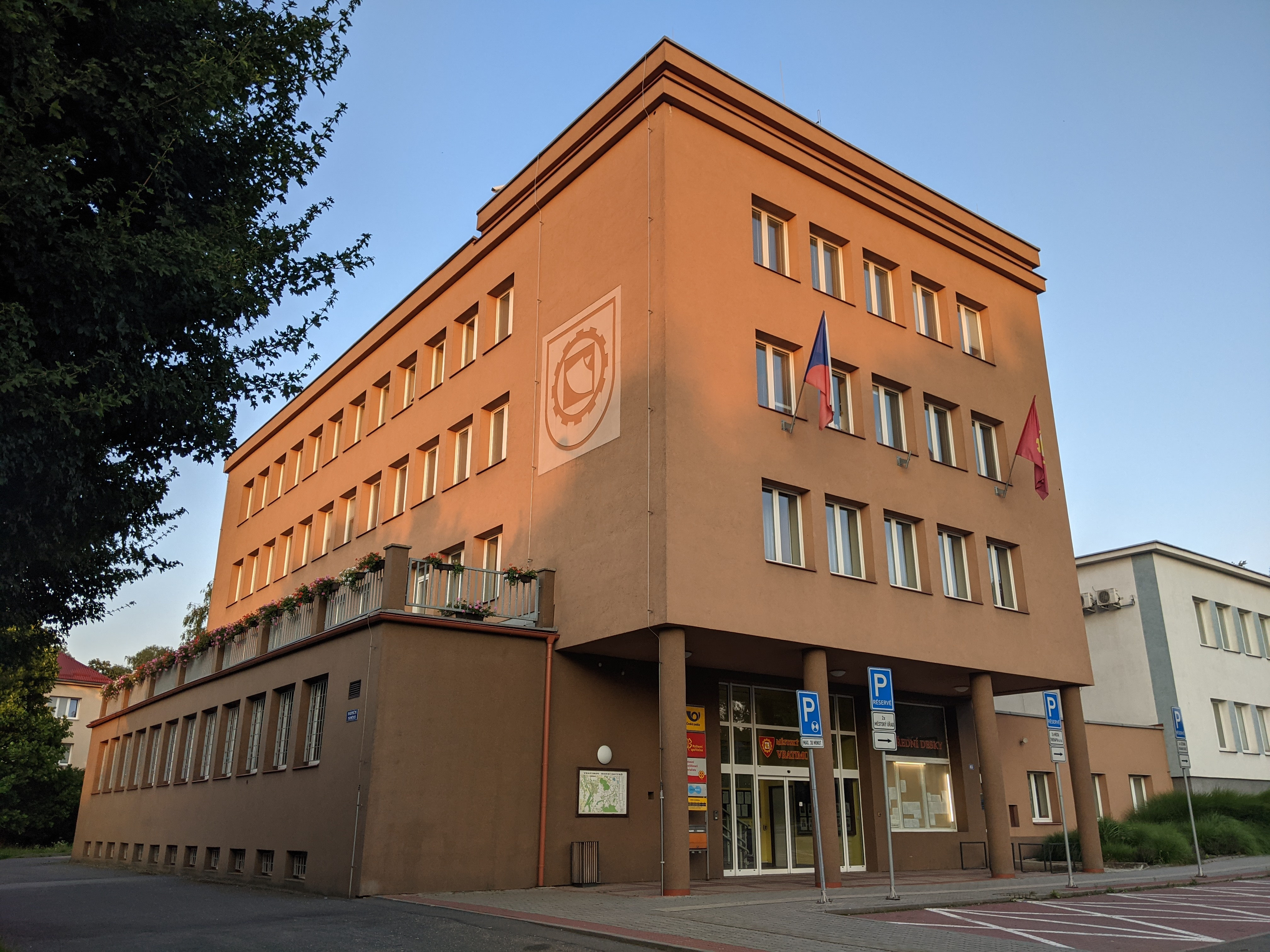
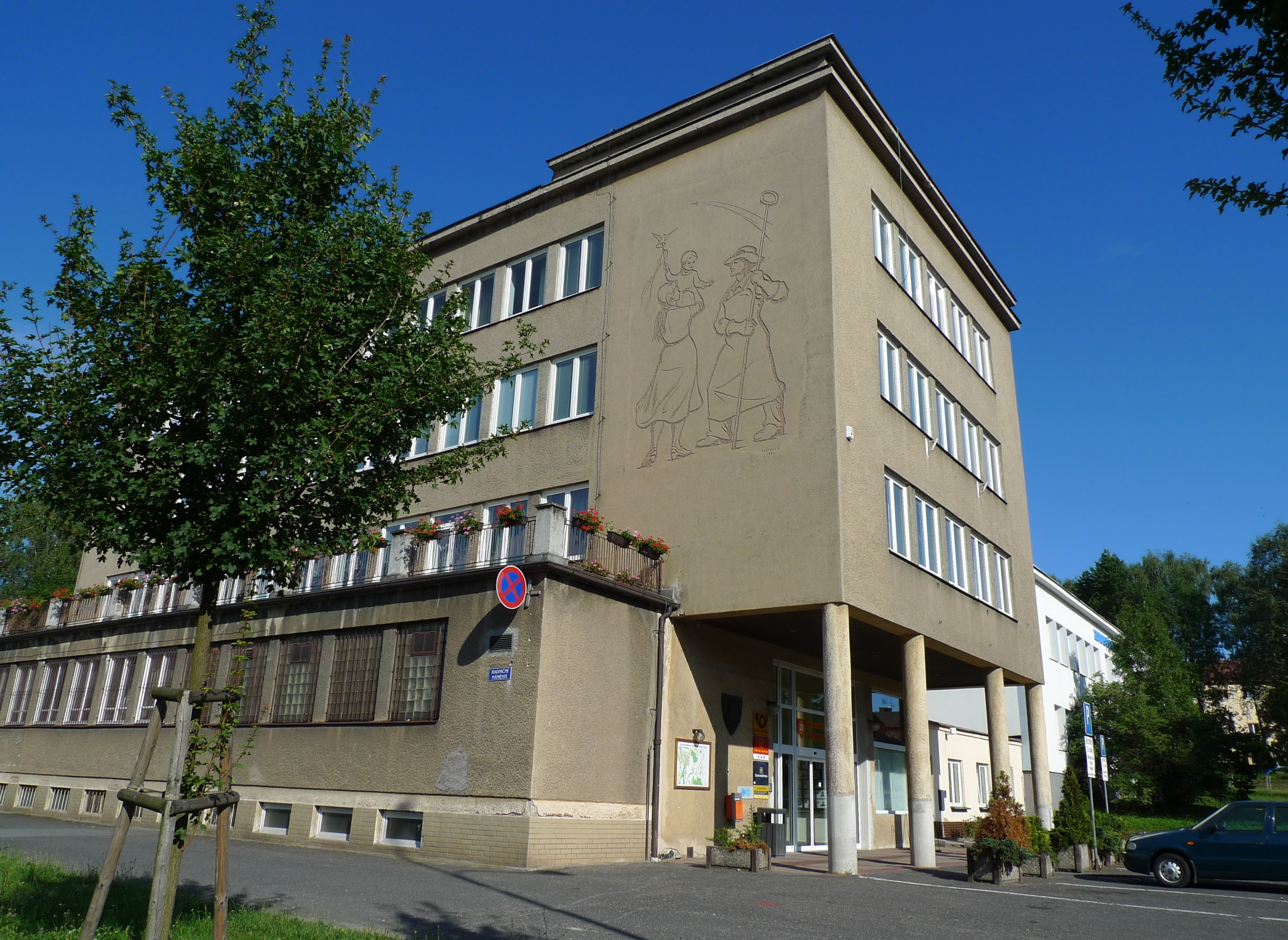